# キラヤ科
キラヤ科 (キラヤか、Quillajaceae) は被子植物の科の一つで、キラヤ属 (Quillaja) 1属2-3種からなる。キラヤ属はクロンキスト体系ではバラ科の中の1属とされたが、分子系統学の進展によりマメ科に近縁と分かったため、APG分類体系ではマメ目の中の独立した科として扱われる。
南米温帯産の常緑の小高木で、高さは25mほどになる。花には花弁・がくが5枚ずつある。また大きな蜜槽があり、その上下にそれぞれ5本の雄蕊がつく。雌蕊も5つに分かれ、それぞれがマメ科にやや似た細長い袋果（写真参照）になる。
Quillaja saponaria は樹皮にサポニンを多く含み、古くから薬用や石鹸代わりとして、また乳化剤として化粧品や食品（既存添加物）に用いられている。